# Samuel Gabrielsson (präst)
Samuel Gabrielsson, född 29 oktober 1881 i Mora, död 30 oktober 1968 i Rättvik, var en svensk präst och psalmförfattare.
Han blev filosofie kandidat 1902, teologie kandidat 1906, kaplan i Älvdalens församling 1914, kyrkoherde i Söderbärke församling 1924–1932, i Rättviks församling 1932–1951, kontraktsprost 1940–1950. I Herren Lever (1977) är han representerad med två psalmtexter och i Den svenska psalmboken 1986 med fyra texter.
Sin uppväxt har han detaljerat och humoristiskt beskrivit i flera böcker, till exempel Hörsägner och hågkomster och Från Falun till Canterbury. I den förstnämnda berättar han bland annat om när järnvägen och telefonen kom till Mora, sett ur barnets perspektiv.
Han var son till kyrkoherde Johan Gabrielsson och Adolfina Adde samt gifte sig 1914 med Jenny Maria Beer (1888–1975), med vilken han fick sönerna Anders Gabrielsson, Olle Gabrielsson och Jan Gabrielsson. Makarna är gravsatta på Rättviks kyrkogård.

## Psalmer
- Det spirar i Guds örtagård (1910) (Herren Lever nr 890, Den svenska psalmboken 1986 nr 527).
- Från tidevarv till tidevarv (1929) (Den svenska psalmboken 1986 nr 376).
- Gud, vår lösta tunga dig sitt offer bär (1929) (Den svenska psalmboken 1986 nr 76).
- O vilket djup av rikedom (1929) (Herren Lever nr 924)
- På lidande byggd är Guds kyrka (1929) (Den svenska psalmboken 1986 nr 163 i bearbetning av Lars Thunberg 1983).

## Sånger
- Vårvisa i Bergslagen, i Sånger till Cittra och Psalmodikon.